# Roland Corporation

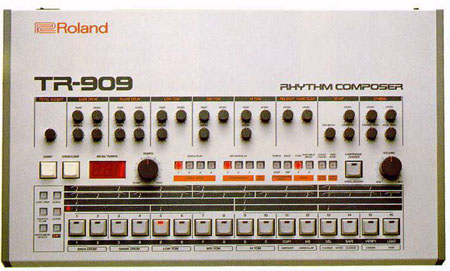
TR-909 (1983)

Roland Corporation – japońskie przedsiębiorstwo zajmujące się produkcją elektronicznych instrumentów muzycznych, sprzętu elektronicznego oraz oprogramowania komputerowego.
Przedsiębiorstwo zostało założone 18 kwietnia 1972 r. w Osace, przez Ikutaro Kakehashi z kapitałem 33 milionów jenów. W 2005 roku siedziba przedsiębiorstwa została przeniesiona do miasta Hamamatsu. Roland posiada fabryki w Japonii, Stanach Zjednoczonych, Włoszech oraz na Tajwanie. Produkty przedsiębiorstwa sprzedawane są pod kilkoma markami, takimi jak BOSS, Edirol, Amdek, czy V-MODA. Roland, dzięki swoim instrumentom, miał znaczący wpływ na rozwój oraz obecny kształt wielu współczesnych gatunków muzycznych. Przedsiębiorstwo jest notowane na Tokijskiej Giełdzie Papierów Wartościowych.

## Wybrane produkty w porządku chronologicznym
- 1973 – Roland SH-1000
- 1975 – Roland System-100: pierwszy system modularny Rolanda
- 1978 – Roland CR-78: jeden z pierwszych na świecie programowalny automat perkusyjny
- 1978 – Roland Jupiter-4
- 1980 – Roland CR-8000
- 1981 – Roland TR-606
- 1981 – Roland Jupiter-8: ośmiogłosowy, programowalny syntezator analogowy
- 1981 – Roland TR-808: analogowy automat perkusyjny
- 1982 – Roland Juno-6: pierwszy syntezator Rolanda z cyfrowo kontrolowanymi oscylatorami (DCO)
- 1982 – Roland Juno-60
- 1982 – Roland TB-303: monofoniczny automat basowy
- 1983 – Roland JX-3P: pierwszy syntezator Rolanda posiadający interfejs MIDI
- 1983 – Roland Jupiter-6
- 1983 – Roland SH-101: monofoniczny syntezator analogowy
- 1984 – Roland TR-909: jeden z najpopularniejszych automatów perkusyjnych na świecie, jeden z pierwszych wyposażony w interfejs MIDI, szczególnie wykorzystywany w gatunku techno
- 1984 – Roland Juno-106: parametry identyczne jak w Juno-60, dodany interfejs MIDI
- 1985 – Roland TR-707: zubożona wersja TR-909
- 1985 – Roland TR-727: wersja TR-707 wyposażona w inny zestaw brzmień perkusyjnych
- 1986 – Roland Alpha Juno-1
- 1986 – Roland TR-505
- 1987 – Roland D-50: pierwszy, w pełni cyfrowy syntezator Rolanda
- 1989 – Roland KR-500: cyfrowy keyboard
- 1991 – Roland JD-800: cyfrowy syntezator z analogowym panelem
- 1992 – Roland AX-1
- 1996 – Roland MC-303
- 1997 – Roland JP-8000: pierwszy wirtualny syntezator analogowy Rolanda
- 1998 – Roland JP-8080
- 2001 – Roland AX-7
- 2002 – Roland MC-909
- 2004 – Roland Fantom-X: muzyczna stacja robocza
- 2004 – Roland Juno-D
- 2006 – Roland SH-201: syntezator VA
- 2006 – Roland Juno-G: muzyczna stacja robocza
- 2008 – Roland Juno-Di: przenośny syntezator
- 2008 – Roland Fantom-G: muzyczna stacja robocza
- 2009 – Roland V-Piano
- 2009 – Roland AX-Synth
- 2010 – Roland AX-09 Lucina
- 2010 – Roland SH-01 GAIA
- 2011 – Roland HD-4: elektroniczny zestaw perkusyjny do ćwiczeń
- 2017 - Roland RD2000: pianino sceniczne
- 2019 – Roland Fantom